# 小庫丘里夫
48°28′0″N 25°54′32″E / 48.46667°N 25.90889°E
小庫丘里夫（烏克蘭語：Малий Кучурів）是位於烏克蘭西南部的村莊，由切爾諾夫策州切爾諾夫策區的扎斯塔夫納市鎮負責管轄。該村處於扎杜布里夫卡河畔，海拔高度257米，2001年人口1,280。